# 1972 ve filmu

## Události
- Nejznámější kino ve Francii, Gaumont Palace, zavřelo své brány. V kině, které bylo otevřeno v roce 1911, bylo 2800 míst a do té doby největší promítací plátno v Evropě.[1]
- Charlie Chaplin obdržel krátce před svými 83. narozeninami čestného Oscara. Předtím získal tento proslulý komik, režisér a producent Oscara v roce 1929.
- Dne 26. června 1972 měl premiéru film Christiana Ziewera Liebe Mutter, mir geht es gut v programu Forum na berlínském filmovém festivalu. Byl prvním v řadě „dělnických filmů“, které charakterizovaly východoněmeckou kinematografii 70. let.
- Po propuštění z 20th Century Fox opustil Richard D. Zanuck o osm měsíců později i vedení firmy Warner Bros., se kterou spolupracoval. Společně s Davidem Brownem, bývalým viceprezidentem společnosti Fox, založili vlastní producentskou společnost Zanuck/Brown Company.
- Herečka Jane Fondová odjela do Hanoje. Zde pak zahájila kampaň proti Nixonově politice ve Vietnamu a jeho republikánské vládě. Jejím postojem bylo šokováno mnoho Američanů, z nichž někteří ji obviňovali dokonce z velezrady.
- Pasoliniho snímek Canterburské povídky byl v Itálii pro svůj pohoršlivý, frivolní obsah zakázán.
- Americká společnost Warner Brothers Pictures Inc. fúzovala s firmou Kinney National Company a společně tak vytvořily jeden z největších koncernů zábavního průmyslu na světě. Společnost, která vznikla z této fúze, nesla název Warner Communications a jejich 6 590 zaměstnanců působilo ve všech médiích.

## Nejvýdělečnější filmy roku
| Pořadí | Název                                       | Země | Tržba (v dolarech) |
| ------ | ------------------------------------------- | ---- | ------------------ |
| 1.     | Kmotr                                       | USA  | 86 691 000         |
| 2.     | Dobrodružství Poseidonu                     | USA  | 42 000 000         |
| 3.     | Kabaret                                     | USA  | 28 000 000         |
| 4.     | Vysvobození                                 | USA  | 22 600 000         |
| 5.     | Co dál, doktore?                            | USA  | 21 900 000         |
| 6.     | Jeremiah Johnson                            | USA  | 20 250 000         |
| 7.     | Útěk                                        | USA  | 18 000 000         |
| 8.     | Billie zpívá blues                          | USA  | 9 665 000          |
| 9.     | Všechno, co jste kdy chtěli vědět o sexu... | USA  | 8 828 000          |
| 10.    | Sounder                                     | USA  | 8 726 000          |

## Ocenění

### Oscar
Nejlepší film: Kmotr
Nejlepší režie: Bob Fosse – Kabaret
Nejlepší mužský herecký výkon: Marlon Brando – Kmotr
Nejlepší ženský herecký výkon: Liza Minnelliová – Kabaret
Nejlepší mužský herecký výkon ve vedlejší roli: Joel Grey – Kabaret
Nejlepší ženský herecký výkon ve vedlejší roli: Eileen Heckart – Motýli jsou svobodní
Nejlepší cizojazyčný film: Nenápadný půvab buržoazie (Le Charme discret de la bourgeoisie), režie Luis Buñuel, Francie

### Zlatý Glóbus
Drama
Nejlepší film: Kmotr
Nejlepší herec: Marlon Brando – Kmotr
Nejlepší herečka: Liv Ullmann – The Emigrants
Muzikál nebo komedie
Nejlepší film: Kabaret
Nejlepší herec: Jack Lemmon – Nebožtíci přejí lásce
Nejlepší herečka: Liza Minnelliová – Kabaret
Jiné
Nejlepší režie: Francis Ford Coppola – Kmotr

### Další ceny
- Zlatá palma
  - Dělnická třída kráčí do ráje (La classe operaia va in paradiso), režie Elio Petri, Itálie
  - Případ Mattei (Il Caso Mattei), režie Francesco Rosi, Itálie

- Zlatý medvěd – Canterburské povídky (I Racconti di Canterbury), režie Pier Paolo Pasolini, Itálie/Francie

## Narozeniny
- 1. ledna – Catherine McCormack, herečka
- 11. ledna – Amanda Peet, herečka
- 15. ledna – Kobe Tai, herečka
- 23. března – Judith Godrèche, herečka
- 31. března – Alejandro Amenabara, španělský režisér, spisovatel a hudební skladatel
- 17. dubna – Jennifer Garnerová, herečka
- 29. dubna –Derek Mears, herec a kaskadér
- 28. května – Chiara Mastroianniová, herečka
- 12. června – Robin Tunney, herečka
- 28. června – Alessandro Nivola, herec
- 12. srpna – Rebecca Gayheart, herečka
- 15. srpna – Ben Affleck, herec, režisér a spisovatel
- 30. srpna – Cameron Diaz, herečka
- 8. září – Giovanni Frezza, herec
- 28. září – Gwyneth Paltrow, americká herečka
- 17. října – Eminem, rapper a herec
- 1. listopadu – Jenny McCarthy, herečka
- 7. listopadu – Jeremy a Jason London, herci
- 14. listopadu – Josh Duhamel, herec
- 29. prosince – Jude Law, herec

## Úmrtí
- 1. ledna – Maurice Chevalier, francouzský herec a zpěvák
- 8. ledna – Wesley Ruggles, filmový režisér, producent
- 17. ledna – Rochelle Hudson, herečka
- 2. února – Jessie Royce Landis, herečka
- 7. února – Walter Lang, režisér
- 19. února – John Grierson, skotský dokumentarista (narozen 1898)
- 20. března – Marilyn Maxwellová, herečka
- 5. dubna – Isabel Jewell, herečka
- 5. dubna – Brian Donlevy, herec
- 25. dubna – George Sanders, britský herec (narozen 1906)
- 30. dubna – Gia Scala, herečka
- 3. května – Bruce Cabot, herec
- 15. května – Nigel Green, americký herec
- 21. května – Margaret Rutherfordová, herečka
- 6. července – Brandon De Wilde, herec
- 7. srpna – Joi Lansing, herečka
- 9. října – Miriam Hopkins, herečka
- 16. října – Leo G. Carroll, herec (narozen 1886)
- 24. října – Claire Windsor, herečka (narozena 1897)
- 5. listopadu – Reginald Owen, herec (narozen 1887)
- 16. listopadu – Vera Karalli, herečka
- 23. listopadu – Marie Wilson, herečka
- 9. prosince – Louella Parsons, hollywoodská fejetonistka

## Filmové debuty
- Jerry Bruckheimer
- Blythe Dannerová
- Jodie Fosterová
- Bob Hoskins
- Isabelle Huppertová
- Samuel L. Jackson
- Madeline Kahn
- Ben Kingsley